# Persona 4 Arena Ultimax
Persona 4 Arena Ultimax, i Japan känt som Persona 4: The Ultimax Ultra Suplex Hold (ペルソナ４ ジ・アルティマックスウルトラスープレックスホールド Perusona Fō Ji Arutimakkusu Urutora Sūpurekkusu Hōrudo?), är ett datorspel i genrerna fightingspel och visuell roman, som utvecklas i ett samarbete mellan Atlus-studion P Studio och Arc System Works, och lanserades av Atlus som arkadspel i Japan den 28 november 2013.
En utökad version med ett berättelseläge släpptes till Playstation 3 och Xbox 360 den 28 augusti 2014 i Japan och den 30 september 2014 i Nordamerika. Spelet planeras också ges ut den 21 november 2014[uppföljning saknas] i Europa.
Spelet är en uppföljare till Persona 4 Arena, och är en spin-off från datorrollspelsserien Shin Megami Tensei: Persona, som är en del av den större serien Megami Tensei.

## Gameplay
Viss justering av gameplayen har gjorts jämfört med det första Persona 4 Arena, och det går utöver de tretton figurerna från det första spelet även att spela som Persona 3-figurerna Yukari Takeba, Junpei Iori, Ken Amada och Koromaru (Ken och Koromaru framträder dock som en duo, och styrs tillsammans av en spelare), Persona 4-figuren Rise Kujikawa, och en helt ny figur, Sho Minazuki, som är spelbar i två versioner: en med en persona, och en utan en sådan.
Persona 4-figurerna Tohru Adachi, Marie och Margaret är spelbara figurer i konsolversionen av Persona 4 Arena Ultimax, och distribueras i form av DLC-paket. Adachis DLC-paket inkluderar utöver själva figuren också en spelbar berättelse, "Episode Adachi", som handlar om honom; övriga DLC-paket inkluderar inte några extra-berättelser.
Alla spelbara figurer utom DLC-figurerna, Elizabeth, Shadow Labrys och Sho Minazuki har också fått spelbara Skugg-versioner.

## Handling
Arena Ultimax utspelar sig några dagar efter Arena, när en ny turnering vid namn P-1 Climax har dykt upp på Midnight Channel. Röd dimma täcker Inabas gator, och en bild som ser ut som korsfästa Shadow Operatives-medlemmar, däribland Akihiko Sanada, Mitsuru Kirijo, Fuuka Yamagishi och Aigis, visas på TV. Shadow Operatives och Investigation Team samarbetar för att ta reda på vad som försiggår.

## Utveckling
Arena Ultimax visuella ton är mer lik Persona 3, med större användning av blått, jämfört med det första Persona 4 Arena, som liksom Persona 4 använde sig av gult och orange.

## Mottagande
Den 31 oktober 2014 tillkännagav Sega Sammy att Persona 4 Arena Ultimax hade sålts i 230 000 exemplar i Japan och Nordamerika.